# Luxiaria epinephela
Luxiaria epinephela là một loài bướm đêm trong họ Geometridae.